# 現代写真研究所
現代写真研究所（げんだいしゃしんけんきゅうしょ）は、日本の写真学校。

## 概要
1974年5月1日創立。開所当初は、顧問に土門拳が就任し、以後、田村茂、田中雅夫、丹野章、藤本四八、川島浩、英伸三が運営委員長や所長、伊藤知巳、橋本絋二、金瀬胖、竹内敏信らが教務主任や講師を務めてきた。
週1回の通学が基本で、基礎科、本科（1年、2年）がある。授業は働く人などのことを考慮して、夜間が中心。暗室でモノクロームを現像する作業ができるようにすることが重視されている。すでに大学の写真学科を卒業した人や働きながらアマチュア写真コンクールに入選してきた人なども学んできた。小松健一、郷司正巳、星玄人ら、プロの写真家とともに、迫川尚子ら注目される写真集を出版している市井の写真家も輩出している。
月2回半年の土曜講座、その修了者向けの土曜研究科、さらに、昼間の受講が可能な日曜撮影専科、本科２年修了者や実力のある人を対象に、プロの写真家によるゼミも開催されている。
独立した法人となっているが、基本の運営方針は母体の日本リアリズム写真集団の理事会が別途決定している。

## 出版局
2006年10月に出版局を設立。ISBNを取得しており、編集スタッフが配属されて版元としても機能している。研究生、卒業生、講師らの作品の出版サポート業務に取り組む。

## 注
1. ↑  年表 現代写真研究所サイト内
2. 1 2  カリキュラム 現代写真研究所サイト内
3. ↑  会則 日本リアリズム写真集団サイト内